# 588 Achilles
588 Achilles, noto in lingua italiana come Achille, è un asteroide troiano di Giove del campo greco del diametro medio di circa 135,47 km. Scoperto nel 1906, presenta un'orbita caratterizzata da un semiasse maggiore pari a 5,2087365 UA e da un'eccentricità di 0,1463783, inclinata di 10,31765° rispetto all'eclittica.
Fu il primo asteroide troiano ad essere scoperto.
L'asteroide è dedicato ad Achille, il leggendario eroe protagonista dell'Iliade.